# Isla Farwa
Isla Farwa (en árabe: جزيرة فروة, también escrito como Farwah o Ferwa) es una isla ubicada al norte de Kemash Abu a 110 km al oeste de Trípoli, y cerca de 40 millas al oeste de la ciudad de Zuwarah cerca de la frontera entre Libia y Túnez. Con un área de aproximadamente 470 hectáreas, en la mayoría de los meses del año está rodeada de agua, sobre todo con las inundaciones en el invierno, pero en los meses de verano se convierte en una península unida al continente por el este, donde se puede cruzar desde el continente a pie, especialmente en durante el día, debido a que en la noche aumenta el nivel de las aguas.
La isla está deshabitada, y hay un faro que fue reconstruido en 2002. Existen algunos manantiales de agua dulce, y buenas oportunidades para atrapar animales marinos y peces, en especial el pulpo.  También se puede disfrutar de las playas de la isla y sus alrededores que poseen una diversidad de fauna silvestre, especialmente aves, que son de numerosos tipos (hasta 29 especies).